# 개그 특공대 로봇 트윈스
"개그 특공대 로봇 트윈스"는 한국에서 제작된 김청기 감독의 1993년 SF, 가족, 액션 영화이다.

## 출연

### 주연
- 민응식 (영구 목소리 역)
- 김환진 (맹구 목소리 역)

## 기타
- 제작부장: 양근복
- 제작부장: 방성철
- 녹음: 김성찬
- 배경: 강세건
- 배경: 변희형
- 애니메이션감독: 조항리
- 애니메이션: 정재희
- 채화: 강경희
- 셀복사: 오선기
- 효과: 김석호